# Cœruléolactite
La cœruléolactite n'est pas une espèce minérale ni une variété, mais un mélange de trois espèces : planérite, variscite et wavellite. Elle est fortement fluorescente en vert et contient jusqu'à 0,5 % d'U3O6